# 哈馬姆布哈傑爾
35°22′45″N 0°58′14″W / 35.37917°N 0.97056°W

哈馬姆布哈傑爾（阿拉伯语：‎），是阿爾及利亞的城鎮，位於該國西北部，由艾因泰穆尚特省負責管轄，是哈馬姆布哈傑爾區的首府，面積180平方公里，2010年人口35,158，人口密度每平方公里190人。